# I colori del crimine
I colori del crimine è una miniserie televisiva francese tratta dai romanzi Stagioni Assassine di Gilda Piersanti, è stata trasmessa nel corso del 2017 sul canale France 2.

## Distribuzione
In Italia, la miniserie è andata in onda in prima visione dal 17 ottobre al 7 novembre 2017 su La EFFE in modalità lineare, e dagli stessi giorni è disponibile anche su Sky On Demand.

## Puntate
| nº | Titolo originale | Titolo italiano      | Prima TV Francia | Prima TV Italia |
| -- | ---------------- | -------------------- | ---------------- | --------------- |
| 1  | Rouge abattoir   | Inverno rosso        | 2017             | 17 ottobre 2017 |
| 2  | Catacombe bleu   | Blu estate assassina | 2017             | 24 ottobre 2017 |
| 3  | Caravage jaune   | Giallo Caravaggio    | 2017             | 31 ottobre 2017 |
| 4  | Énigme noire     | Enigma nero          | 2017             | 7 novembre 2017 |